# Noreppa synchroma
Noreppa synchroma är en fjärilsart som beskrevs av Otto Staudinger 1886. Noreppa synchroma ingår i släktet Noreppa och familjen praktfjärilar. Inga underarter finns listade i Catalogue of Life.